# 帕特·德爾加多
帕特·德爾加多（英語：Pat Delgado，1918年—2009年5月23日）是英國退休工程師和麥田圈研究者。
1960年代時，他在澳洲伍默拉為美國太空總署工作。1980年代，他開始與科林·安德魯斯合作研究麥田圈，1989年，兩人合著的《圓狀痕證據》（Circular Evidence）出版。
2009年5月23日，在溫徹斯特的皇家漢普郡醫院去世，享年90歲。